# Грицевцы
Грицевцы (укр. Грицівці) — село в Збаражской городской общине Тернопольского района Тернопольской области Украины.
Код КОАТУУ — 6122485603. Население по переписи 2001 года составляло 329 человек.
До 2020 года входило в Збаражский район.

## Географическое положение
Село Грицевцы находится на безымянном притоке реки Гнезна Гнилая,
выше по течению примыкает село Кретовцы,
ниже по течению на расстоянии в 1,5 км расположено село Стрыевка.

## История
- 1463 год — дата основания.